# AGR Abfallentsorgungs-Gesellschaft Ruhrgebiet
Die AGR Abfallentsorgungs-Gesellschaft Ruhrgebiet mbH ist ein Unternehmen der Abfallwirtschaft mit Sitz in Herten. Sie befindet sich im vollständigen Eigentum des Regionalverbands Ruhr (RVR).

## Geschichte
Nach Stilllegung der Zeche Graf Bismarck in Gelsenkirchen (1966) entstand dort ab 1968 die Zentraldeponie Emscherbruch (ZDE), die erste geordnete Mülldeponie in Deutschland. Diese Deponie wurde vom damaligen Kommunalverband Ruhrgebiet (KVR, heute: Regionalverband Ruhr RVR) betrieben.
Im Jahre 1982 gründete der KVR die AGR Abfallbeseitigungs-Gesellschaft Ruhrgebiet mbH (AGR) mit dem KVR als alleinigem Gesellschafter. Später ging die Zuständigkeit für den Betrieb der ZDE auf die AGR über – wie auch die Zuständigkeit für die Zentraldeponien Castrop-Rauxel, Datteln, Hattingen und Oberhausen sowie die Sonderabfalldeponie Hünxe und das Zwischenlager Gelsenkirchen.
Ebenfalls im Jahr 1982 und noch unter der Regie des KVR wurde das – damals noch so genannte – Rohstoff-Rückgewinnungs-Zentrum Ruhr (RZR) in Herten eröffnet, eine Müllverbrennungsanlage für Siedlungsabfälle und Sonderabfälle. Der Betrieb des Abfallkraftwerks RZR Herten obliegt der AGR Betriebsführung GmbH, einer Tochtergesellschaft der AGR mbH. Im Jahre 2009 wurde der Anlagenkomplex mit dem RZR II um Verbrennungslinien für Gewerbeabfälle erweitert. Diese Anlage wird von der RZR Herten II GmbH betrieben. Die Verwertungskapazitäten der beiden Anlagen betragen in Summe bis zu 700.000 Tonnen Siedlungsabfall, Gewerbeabfall und Industrieabfall jährlich.
Seit 1990 firmiert die AGR Abfallentsorgungs-Gesellschaft Ruhrgebiet mbH unter ihrem heutigen Namen und drückt damit die Erweiterung ihrer Tätigkeiten von einer bloßen Abfallbeseitigung auf eine umfassende Abfallentsorgung aus. Durch Beteiligungen und Unternehmensgründungen in den Bereichen Recycling und Umwelt wandelte sie sich im Laufe der zurückliegenden zwanzig Jahre zu einem Dienstleister der Abfallwirtschaft.
Die AGR Abfallentsorgungs-Gesellschaft Ruhrgebiet (AGR) ist heute eine mittelständische, kommunal geprägte Gruppe. In ihren bislang fünf Geschäftsfeldern Kreislaufwirtschaft und Logistik, thermische Behandlung von Haus-, Gewerbe- und Industrieabfällen, Deponiemanagement, Umweltdienstleistungen sowie Sekundärerzeugnisse bewegt, verwertet und verarbeitet sie jährlich mehrere Millionen Tonnen Material. Ergänzt wird dieses Portfolio nun um das sechste Geschäftsfeld Erneuerbare Energien, zu dem unter anderem die Energieerzeugung aus Sonnen- und Windenergie, die Deponiegasverstromung sowie die Wasserstoffproduktion gehört.
Die AGR leistet hiermit einen wichtigen Beitrag zur Entsorgungssicherheit in der Region und gewinnt aus den abfallwirtschaftlichen Aktivitäten Strom, Dampf und Fernwärme. Das Unternehmen trägt mit seinen rund 940 Mitarbeitern so zu einer an Ökologie, Nachhaltigkeit und Wirtschaftlichkeit orientierten Entsorgungs- und Kreislaufwirtschaft bei, trifft mit seinen Anlagen und Dienstleistungen Vorsorge zur Luftreinhaltung sowie zum Klima-, Lärm-, Gewässer- und Bodenschutz und gewinnt wertvolle Sekundärrohstoffe.

## Unternehmensbereiche
Die AGR Unternehmensgruppe gliedert sich in sechs Geschäftsfelder:
- Kreislaufwirtschaft und Logistik
- Thermische Behandlung von Haus-, Gewerbe- und Industrieabfällen
- Deponiemanagement
- Umweltdienstleistungen
- Sekundärerzeugnisse
- Erneuerbare Energien / H2

Tochtergesellschaften der AGR mbH sind
- AGR Betriebsführung GmbH
- AGR-DAR GmbH
- AGR-KAKO GmbH
- LAMBDA Gesellschaft für Klimaschutz und regenerative Energien mbH
- ÖKODATA GmbH
- RE Entsorgung GmbH (50 % Beteiligung)
- RZR II Herten GmbH

Die AGR mbH fungiert hierbei als leitendes Unternehmen der Gruppe.
Die AGR Gruppe hat ca. 950 Beschäftigte, zum Großteil in Herten, und erwirtschaftete 2022 einen Umsatz von ca. 240 Mio. Euro.